# 冰雕连

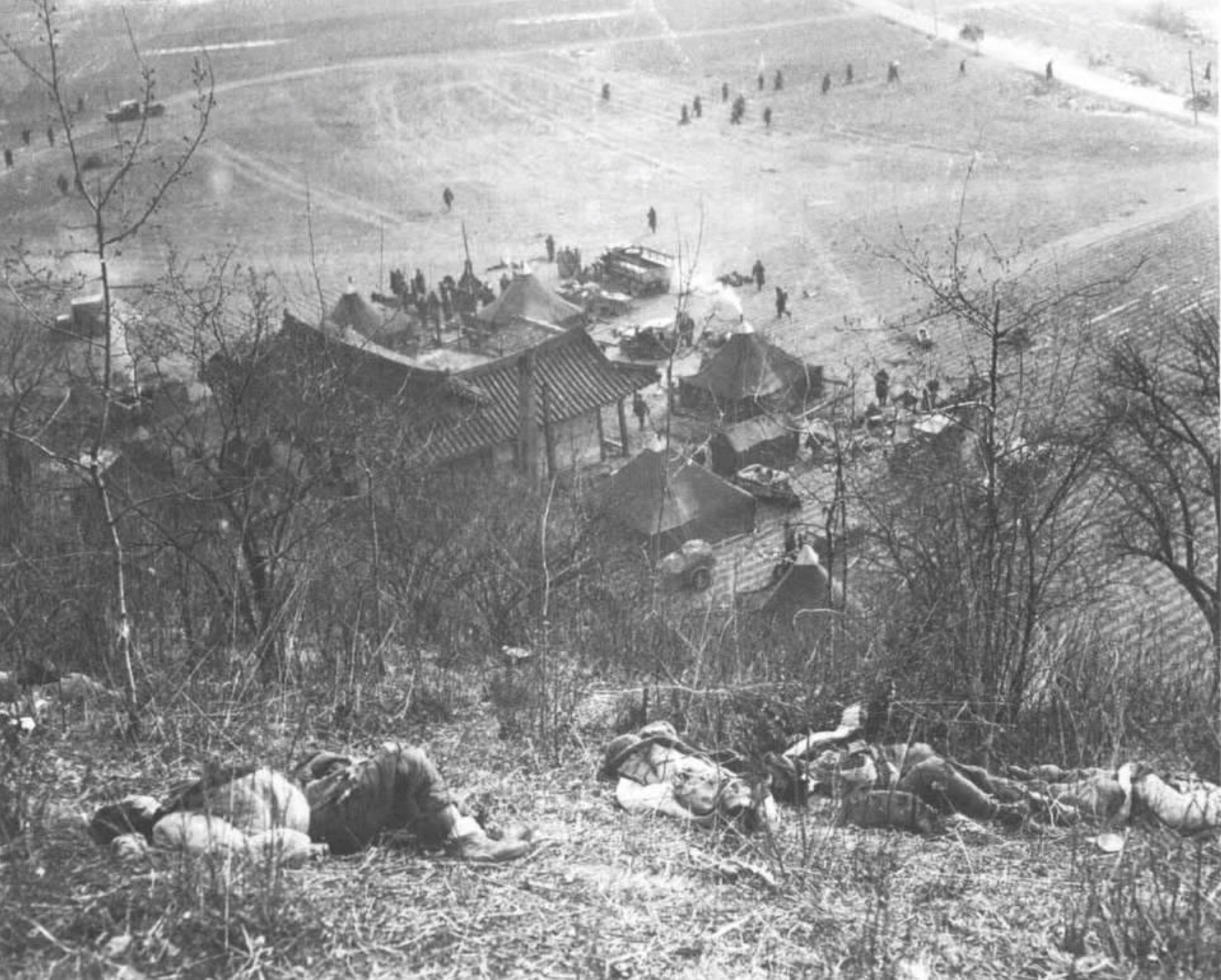
柳潭里被活活凍死的志願軍

冰雕连，指的是1950年朝鲜战争长津湖战役期间，中国人民志愿军20军59师177团6连、20军60师180团2连、27军80师242团5连，除两名幸存者（一名掉队士兵、一名通讯员）外，成建制被冻死。抗美援朝纪念馆将其列为典型事迹之一。
狭义上的冰雕连指的是成建制冻死的三个连，而广义上则可扩大至其他参与伏击的志愿军，如中国媒体也将埋伏在黄草岭的第26军77师231团1营2连四川籍士兵周全弟视为冰雕连幸存者之一。一些试图在战略要地死鹰岭伏击撤退美军的志愿军，在零下40摄氏度的环境下埋伏了三天三夜，因缺乏后勤补给以及冬衣，而造成严重的非战斗减员。

## 背景
第9兵团战斗前在山东泰安、曲阜地区整训。20军来自江浙，20军59师前身是“沙家浜部队”，59师177团的前身是江苏中部的“江都独立团”。27军81师来自胶东。

## 相關戰鬥

### 新興里戰鬥

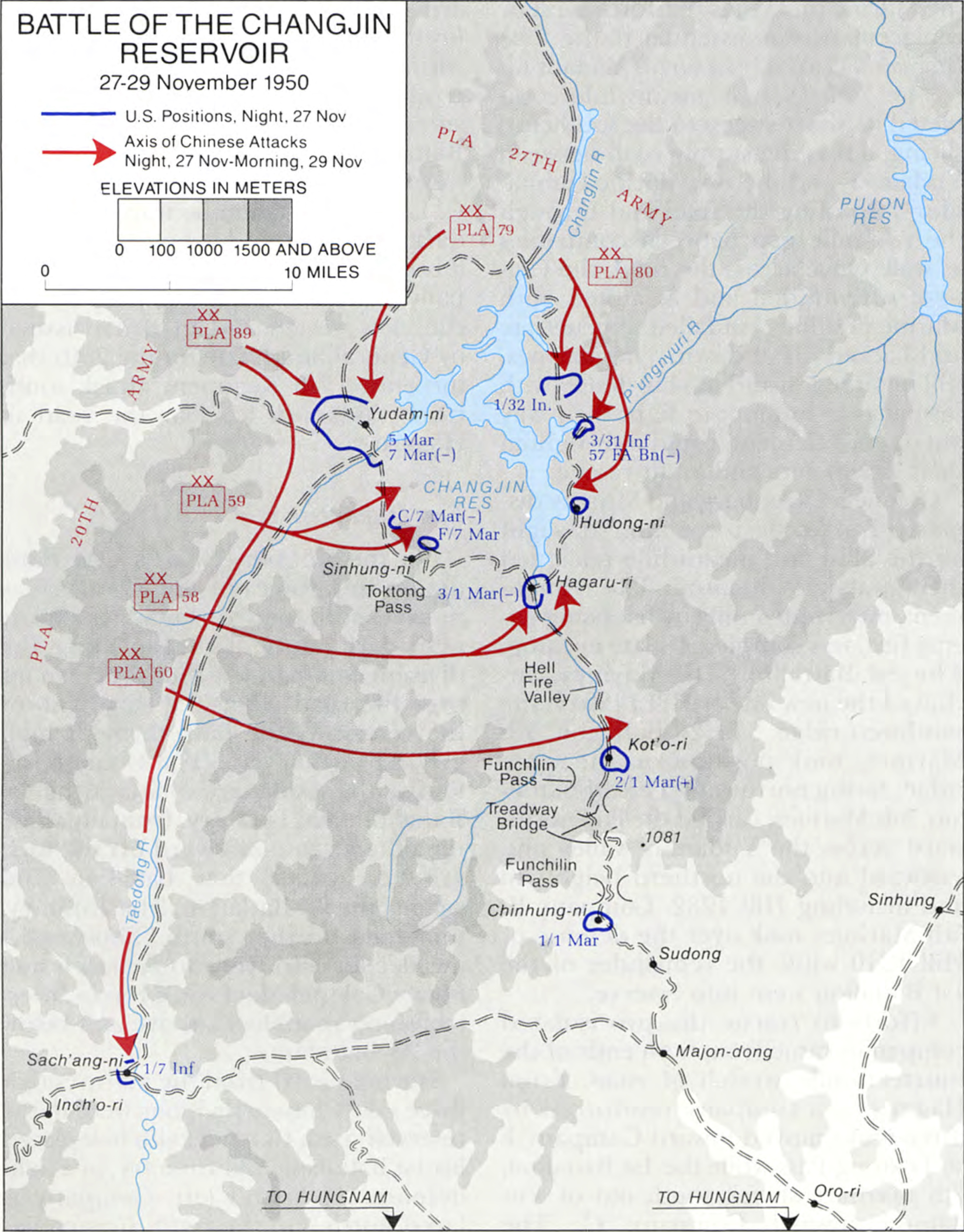
11月27-29日形勢

11月27日子夜，志願軍27軍第80師配屬81師242團，在27軍副軍長兼80師師長詹大南統一指揮下，向新興里地區之美軍第31團級作戰隊發起了進攻。經過一夜激戰，238團攻佔了新興里以北、以東一線高地；239團攻佔新興里以南1455和1100高地；240團奪取了內洞峙東北、正北和西北一線高地；242團攻佔新興里以南的1221高地、高峰和新岱里，完成了對第31團級作戰隊的合圍。新興里戰鬥打了兩天兩夜，仍無進展，志願軍決定調81師（欠243團）與80師共5個步兵團，由81師首長統一指揮圍攻。11月30日23时，27军以4個團進攻，242团則負責阻擊逃敌與援軍。12月1日13时，美軍开始向南突围，242团3营從1221高地及公路以东一线高地，对美軍猛烈射击，并炸毁公路上的桥梁，将美军部队拦截于1221高地前。第242团第2营和第80师各团也从美军的侧面、正面和后尾猛烈攻击。242團第2营5連奉命在美軍撤退途中設伏，全連被凍死，成為冰雕連。80師239團3營6連受美軍火力壓制臥倒冰地上，志願軍打掃戰場時，發現全連除一個掉隊戰士與一個通訊員外，其餘200多人呈戰鬥隊形，全部凍死在陣地上，成為冰雕連。

### 死鷹嶺戰鬥

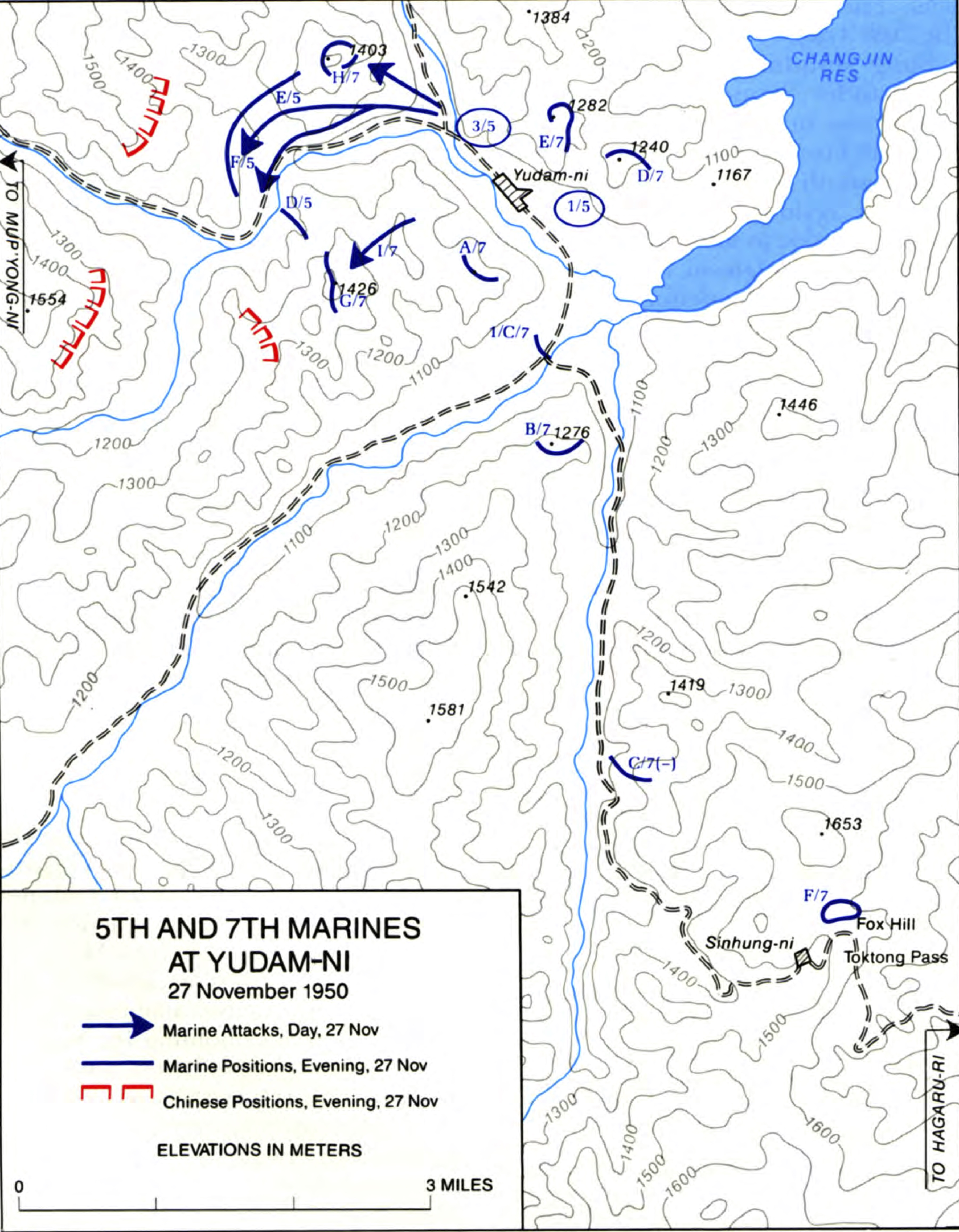
11月27日柳潭里附近形勢

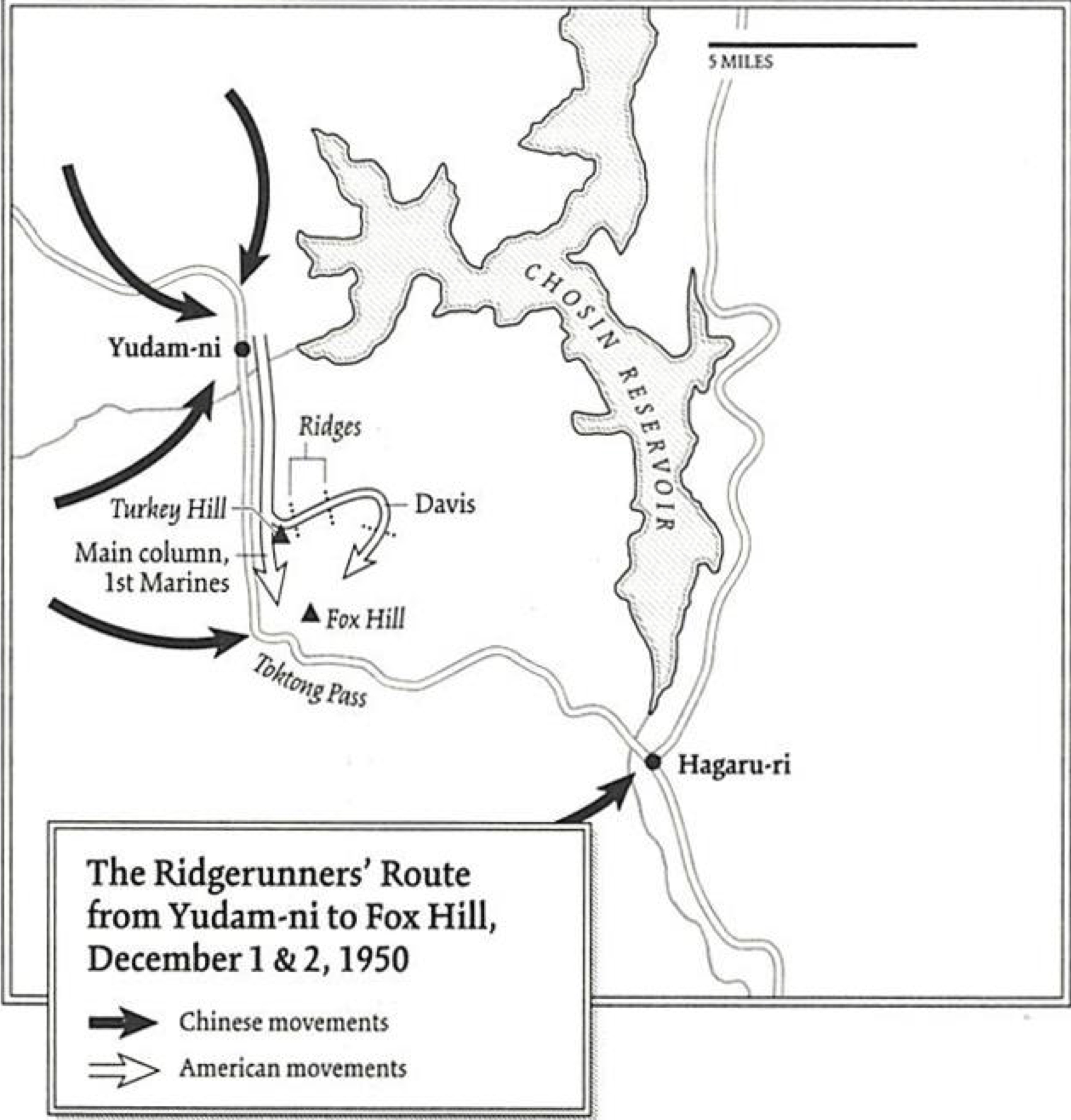
12月1日至2日，陸戰7團1營從柳潭里增援F連的路線

死鷹嶺位於長津湖南端新興里以東約2公里，是小白山地區群山中海拔1519公尺的高地，沿著山麓有一條公路連接下碣隅里、柳潭里。第20军第59师师长戴克林命令第177团攻占并坚守死鹰岭及其以北、以东地区，切断美軍南撤的通道。177团于11月28日拂晓，以1个营的兵力佔領死鹰岭。11月27日時，聯合國軍在下碣隅里、柳潭里之間，只有美國海軍陸戰隊第1師第7團的C連和F連防守公路旁的制高點，C連接替B連防守1419高地（因為B連丟棄的火雞骨頭稱為Turkey Hill），而Fox連防守德洞山口（由Fox連得名Fox Hill）。12月2日上午，從柳潭里南下的第7陸戰團第1營打通到德洞山口的公路，與堅守六天的F連會師。呂超然中尉是美國海軍陸戰隊首位華人軍官，1營營長雷蒙德·G·戴维斯命他率領B連為1營先鋒，呂因此獲頒銀星勳章。呂超然在往德洞山口途中發現雪地中埋著一名志願軍，穿著網球鞋但沒穿襪，眼睛還能緩慢移動，加上6名被凍死的志願軍。12月3日，177团2营6连奉命埋伏在死鹰岭上，全连125名官兵坚守阵地，以战斗姿势被冻死，成为冰雕连。
2017年，在維吉尼亞州海軍陸戰隊國家博物館的「長津精英戰役紀念碑」由美國參謀長聯席會議主席約瑟夫·鄧福德上將揭幕。紀念碑所描繪的六場戰鬥中，包括了德洞山口的戰鬥。

### 水门桥戰鬥

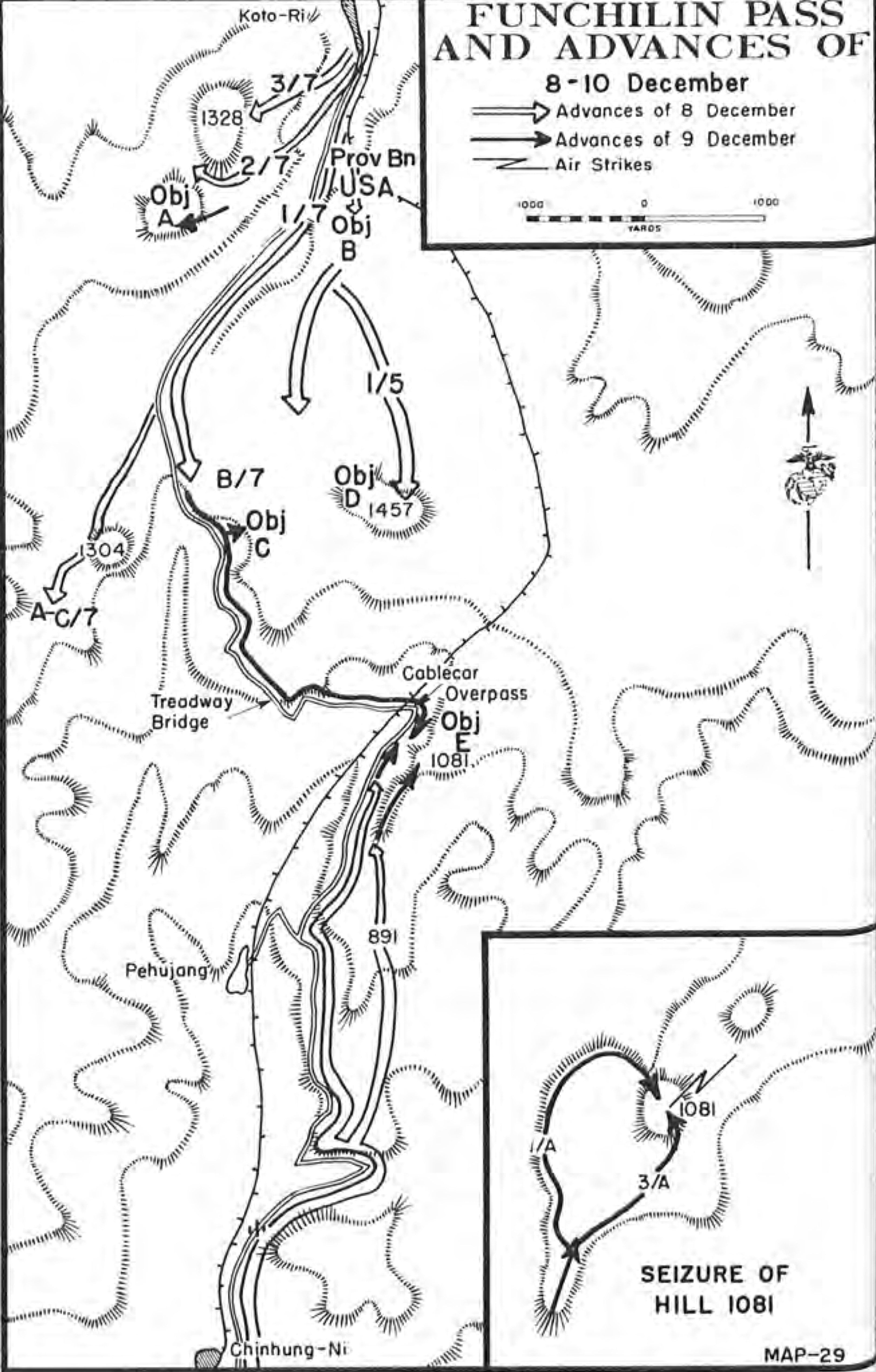
黃草嶺附近的戰鬥

12月5日，遠東空軍作戰貨運司令藤納將軍飛抵下碣隅里，提議用空運將部隊與小型車輛撤走，但陸戰1師師長奧利弗·普林斯·史密斯拒絕了，決定從陸上突圍，如此可以帶走大部分裝備，包括1400輛車輛，第十軍軍長愛德華·阿爾蒙德也不再要求放棄裝備撤退。宋时轮命令志願軍第26军尾追攻击撤退美军，第20军对美军进行层层阻击，第60师配属58师余部占据古土里和真兴里之间的黄草岭一线阻击美军。1081高地地势险要，向北瞰制水门桥，向南俯视黄草岭山口。12月8日上午，美國海軍陸戰隊第1團第1營向1081高地發起攻擊，防御1081高地的志愿军第60师第180团打退了美军多次进攻。9日，在黃草嶺的180團全部及179團一個營打到僅剩20人，陣地失守。中方聲稱志愿军180團2连官兵全部冻死在1081高地上。下午三點時，美軍控制了1081高地。陸戰隊第7團1營的C連和B連的一個排在短暫的戰鬥後奪取了水門橋，B連的排從斷橋後面發現大約50名志願軍凍死在散兵坑里。

## 后续
20军59师177团1营6连全连125人冻死在阵地上，上海籍士兵宋阿毛留下绝笔诗一首。第9兵团司令员宋时轮在向毛泽东报告战况的电报中写道，战斗打响后，6连无一人站起，到打扫战场时发现，全连干部战士呈战斗队形全部冻死在阵地上，细查尸体无任何伤痕与血迹。

## 相关作品
该场景在2015年中国动画《那年那兔那些事儿》第一季第三集、2021年中国电影《长津湖》中有表现。

## 相关事件
2021年10月7日，在评价该电影《长津湖》时，中国媒体人罗昌平因在新浪微博将冰雕连称为“沙雕连”而被刑事拘留。2022年5月，罗昌平因该事件被判刑7个月，中国官方定性其为“历史虚无主义”。

## 评价

### 正面评价
《中国纪检监察报》称，““冰雕连”已经是抗美援朝战争中不可磨灭的符号，亦是志愿军捍卫祖国和人民利益、国家和民族尊严的象征。”

### 负面评价
自由亚洲电台的刘青评论称，正是中共迫不及待、无视死活地投入战场，才造成了整连士兵冻成冰状僵尸的惨况。罗昌平称“冰雕连”为“沙雕连”，虽然有“讥讽和更为贴切反映事实真相的意思”，但更有“直面定义本质的警示意义”，即“替一场破坏世界平衡与和平的不义战争而死，尤其是在恶意暴虐的驱迫下白白成为炮灰，其状况越为凄惨则越加说明了愚昧至极。”中華民國國防部發行的《青年日報》報導，一部歪曲事實的電影，竟有數千萬人觀看，甚至津津樂道，無疑是中共官方持續洗腦的結果，反映中國社會整體的愚昧程度。